# Comunidad de regantes

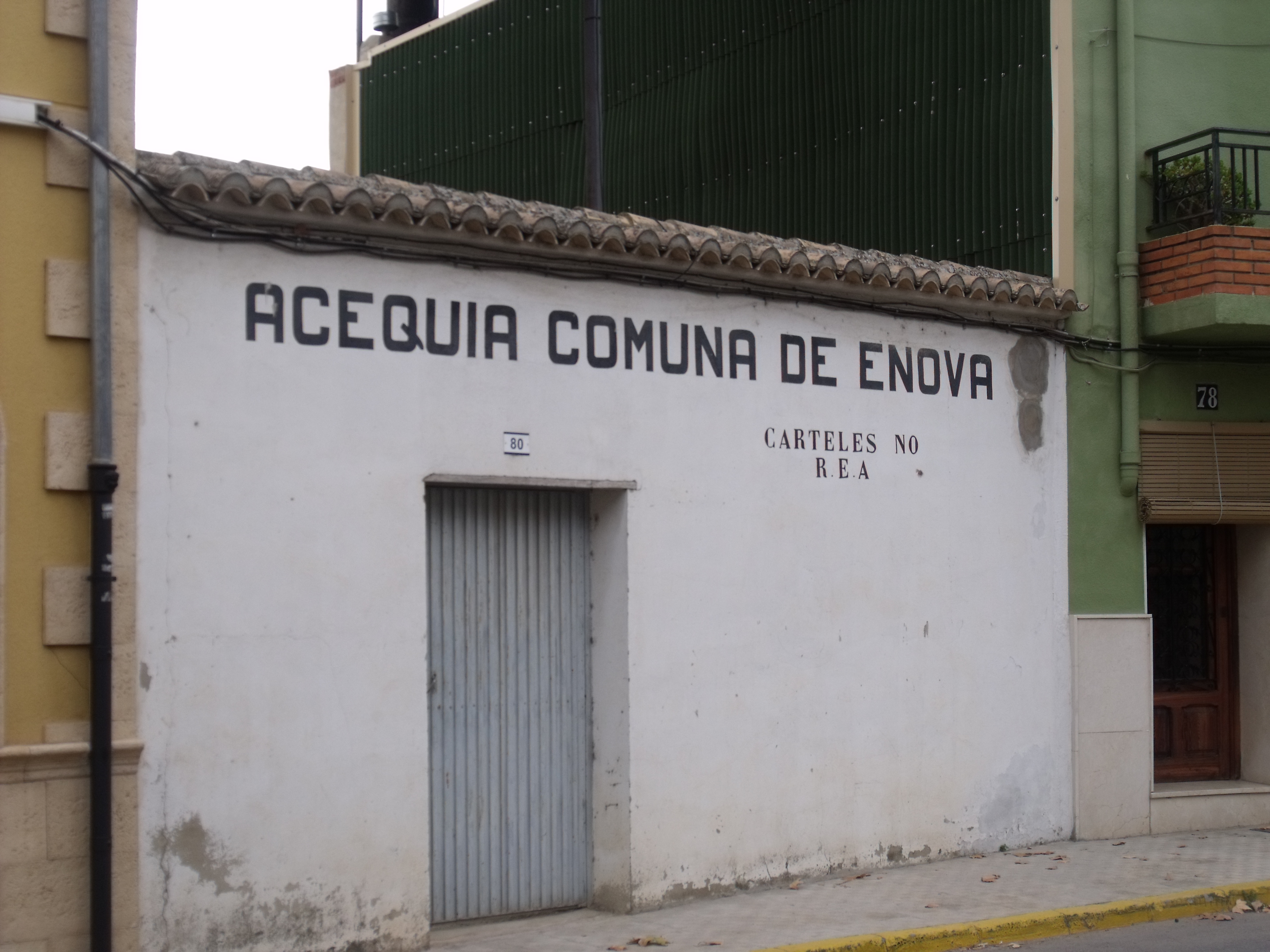
Sede de la comunidad de regantes de la Acequia Comuna de Manuel (Valencia).

Las comunidades de regantes son corporaciones de derecho público, adscritas a los organismos de cuenca, que se encargan de organizar los aprovechamientos colectivos de aguas públicas, superficiales y subterráneas que le son comunes.
Se trata de organizaciones de riego genuinamente españolas y de origen milenario, basados en sistemas romanos y árabes. En ellas los agricultores se agrupan con la finalidad de autogestionarse para distribuir el agua de riego de un modo eficaz, ordenado y equitativo entre sus miembros.

## Estructura

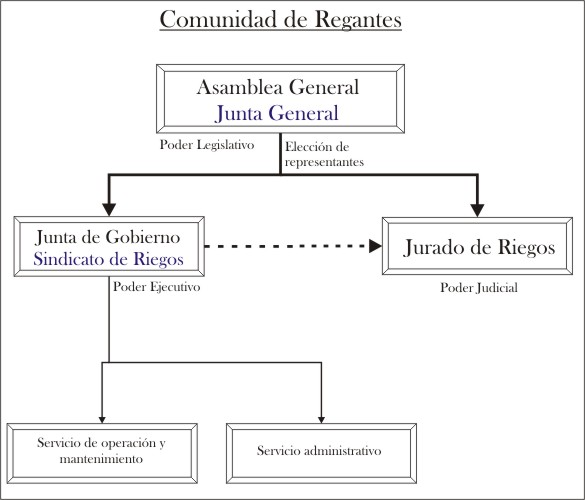
Estructura de una comunidad de regantes.

Desde el punto de vista organizativo las comunidades de regantes se componen de los siguientes cuerpos:
1. La asamblea general o junta general, compuesta por todos los comuneros o usuarios. Es la máxima autoridad, el órgano soberano de la comunidad al que le corresponde la gestión de funciones legislativas. También le corresponde la elección de los representantes para el sindicato de riegos y aprobar o no los planes de gestión, presupuestos etc.
2. La junta de gobierno o sindicato de riegos es el cuerpo ejecutivo de la comunidad. Su principal función es la supervisión y ejecución directa de los trabajos aprobados por la asamblea.
3. El jurado de riegos es el órgano judicial, el que impone sanciones. Su principal función es el arbitraje entre regantes en lo que se refiere al uso y aprovechamiento de las aguas de la comunidad.[2]